# Walter López Tucto
Walter Demetrio López Tucto es un ingeniero agrónomo y político peruano. Actualmente es Consejero regional de Huánuco y fue Alcalde distrital de Cáhuac entre 1999 y 2002.
Nació en Cerro de Pasco, Perú el 9 de abril de 1963, hijo de Saturnino López Santiago y Bárbara Tucto Modesto. Cursó sus estudios primarios y secundarios en su ciudad natal. Entre 1983 y 1990 cursó estudios superiores de ingeniería agrícola en la Universidad Nacional Hermilio Valdizán de la ciudad de Huánuco.
Su primera participación política fue en las elecciones municipales de 1995 cuando fue postuló como candidato a la alcaldía del distrito de Cáhuac por la Lista Independiente N° 03 El Gran Cambio. Fue elegido para ese cargo en las elecciones municipales de 1998 cuando postuló por el movimiento fujimorista Vamos Vecino. En las elecciones municipales del 2002 y del 2010 tentó su elección como alcalde provincial de Yarowilca sin éxito. Participó en las elecciones regionales del 2014 como candidato a Consejero regional de Huánuco por la provincia de Yarowilca sin resultar elegido. Fue elegido para ese cargo en las elecciones regionales del 2018.